# معهد تطوير الأنظمة الانتخابية
إن معهد تطوير الأنظمة الانتخابية (IESD) هو منظمة أنشئت عام 1999 لدعم الديمقراطية في روسيا.

## معلومات تاريخية
تم إنشاء معهد تطوير الأنظمة الانتخابية عام 1999 عندما انسحبت المؤسسة الدولية للأنظمة الانتخابية من روسيا. ولقد ورث المعهد كلاً من البرامج التي بدأتها المؤسسة الدولية للأنظمة الانتخابية ومركز مصادر الانتخابات التابع لها، وهو عبارة عن مجموعة من المصادر صممت لدعم لجنة الانتخابات المركزية في روسيا.

## المهمة
بحسب الموقع الإلكتروني لمعهد تطوير الأنظمة الانتخابية:
- دعم الديمقراطية في روسيا بتقديم الدعم الفني والمعلومات الشاملة والموضوعية لجميع المشاركين في العملية الانتخابية.[1]
- العمل بجد على تعزير ثقة الشعب في الديمقراطية باعتبارها أساس المجتمع المدني.[1]

يقوم المركز، بحسب المذكور على الموقع الإلكتروني، بما يلي لتحقيق تلك الأهداف:
- نشر معلومات عن الانتخابات لضمان شفافية العملية الانتخابية.[1]
- تثقيف المشاركين حول العملية الانتخابية حسب المبادئ الأساسية والمعترف بها عمومًا لأخلاقيات الحملات الانتخابية والانتخابات لكل دورة والمسؤوليات اللاحقة التي يتحملها النواب المنتخبون أمام المصوتين.[1]